# Sucholec

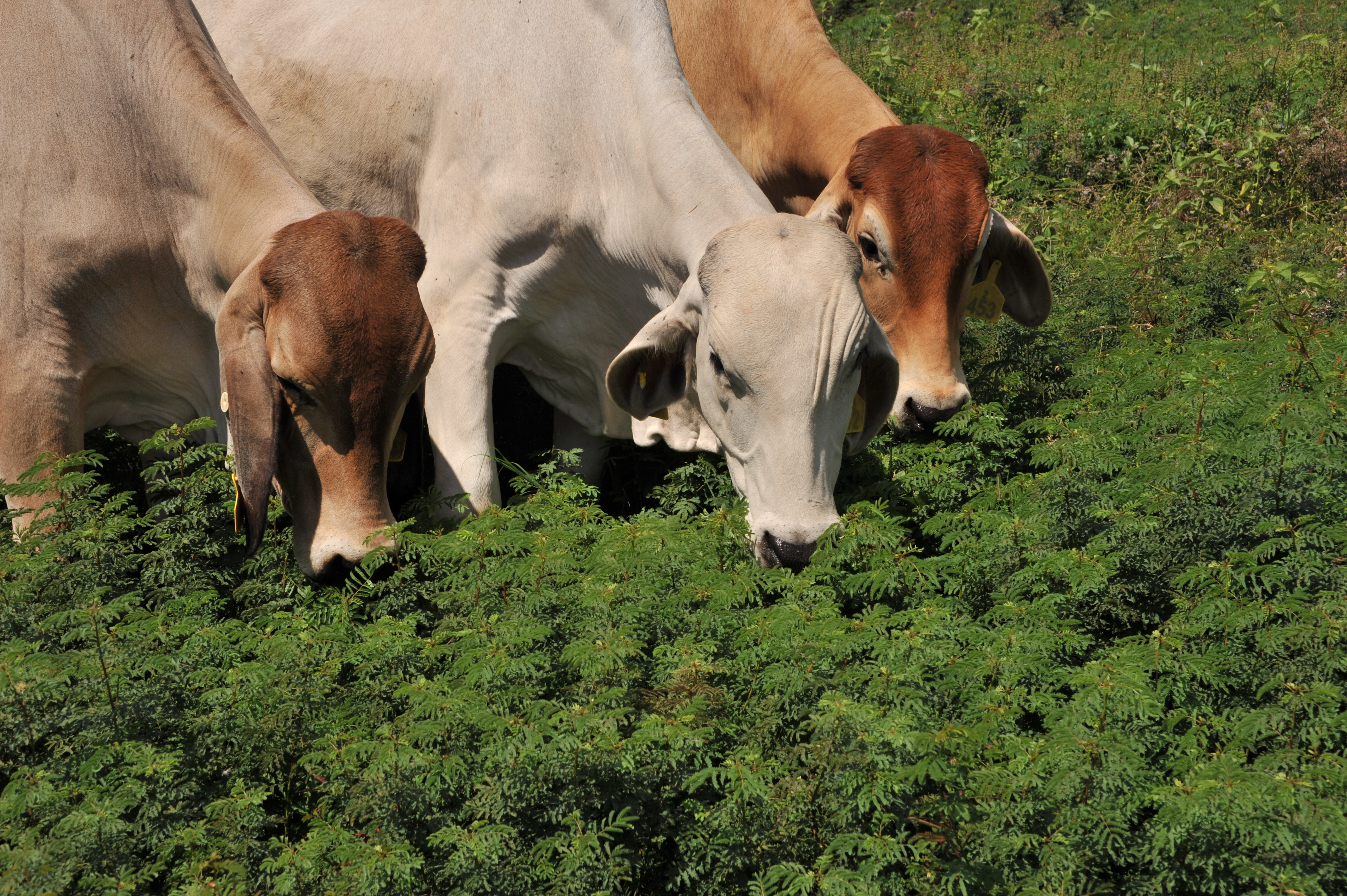
Krávy v porostu sucholce v Austrálii

Sucholec (Desmanthus) je rod rostlin z čeledi bobovité. Zahrnuje asi 24 druhů bylin i dřevin s jemně členěnými listy a kulovitými květenstvími. Je rozšířen v Americe od USA po Argentinu, některé druhy byly zavlečeny i do jiných částí světa. Desmanthus illinoensis má jedlá semena a je potenciálně využitelný jako luštěnina.

## Popis
Sucholce jsou nejčastěji polokeře, řidčeji vytrvalé byliny nebo naopak keře či stromy. Listy jsou dvakrát zpeřené, s vytrvalými štětinovitými palisty, složené obvykle ze 2 až 6 párů hlavních jařem nesoucích drobné lístky. Mezi spodními páry jařem je často žlázka. Květy jsou uspořádány v jednotlivých, úžlabních, vejcovitě kulovitých hlávkách a jsou buď oboupohlavné nebo jsou spodní květy v květenství samčí nebo sterilní, bezkorunné a s krátkými staminodii. Kalich je zvonkovitý, zakončený krátkými zuby. Korunní lístky jsou téměř nebo zcela volné. Tyčinek je nejčastěji 10, řidčeji jen 5, a jsou volné a vyčnívající z květu. Semeník je téměř přisedlý a obsahuje mnoho vajíčko|vajíček. Čnělka je šídlovitá nebo na konci ztlustlá, zakončená vrcholovou bliznou. Plodem je podlouhlý, rovný nebo srpovitě zahnutý lusk s okrouhlým nebo zploštělým průřezem, pukající 2 chlopněmi. Semena jsou zploštělá, vejcovitá až eliptická.

## Rozšíření
Rod sucholec zahrnuje asi 24 druhů. Je rozšířen v Americe od jv. oblastí USA po Argentinu. Nejvíce druhů roste v Mexiku (celkem 14, z toho 7 endemických). Některé druhy (např. D. acuminatus) mají výrazně disjunktní areál mezi oblastí jv. USA a v. Mexika a jižní částí Jižní Ameriky. Zástupci tohoto rodu povětšině chybějí v Amazonii. Ve Spojených státech má největší areál rozšíření D. illinoensis. Druh D. virgatus byl introdukován do tropické Asie, Afriky i Austrálie.
Sucholce povětšině rostou v tropických a subtropických oblastech s obdobím sucha, v lesích, keřové a travinné vegetaci, podél vodních toků a v mokřinách, též na starých pastvinách a skalnatých místech.

## Význam
Některé druhy sucholce jsou pěstovány jako okrasné rostliny, krmivo či k zabránění erozi. Listy a vařená semena severoamerického druhu D. illinoensis jsou používána jako potravina, druh má využití i jako léčivo a je potenciálně využitelný jako luštěnina. Desmanthus virgatus (syn. D. pernambucanus) je pěstován jako krycí plodina a rozšířil se jako plevel v tropech téměř celého světa.